# برجومال
برجومال هي كومونا في مقاطعة كونية في منطقة بيمنتة الإيطالية تقع على بعد 60 كيلومتر (37 ميل) جنوب شرق تورينو و50 كيلومتر (31 ميل) شمال شرق كونية.
تقع برجومال على حدود البلديات التالية: ألبا وبينفلو وبوسيا وكاستانو وليكيو بيريا وتريزو تينيلا.